# Préchacq-les-Bains
Pour les articles homonymes, voir Préchac.
Préchacq-les-Bains (Preishac las Banhèras en gascon) est une commune française située dans le département des Landes en région Nouvelle-Aquitaine.
Ses habitants sont appelés les Préchacquois.
Elle dispose d'une station thermale spécialisée, comme Dax, dans le traitement des rhumatismes. La station possède des sources d'eau sulfatée calcique à 63 °C et une source sulfureuse froide.

## Géographie

Représentations cartographiques de la commune
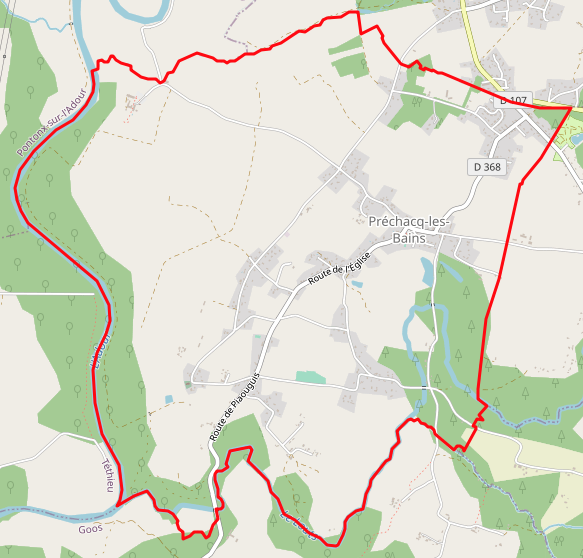
Carte OpenStreetMap.
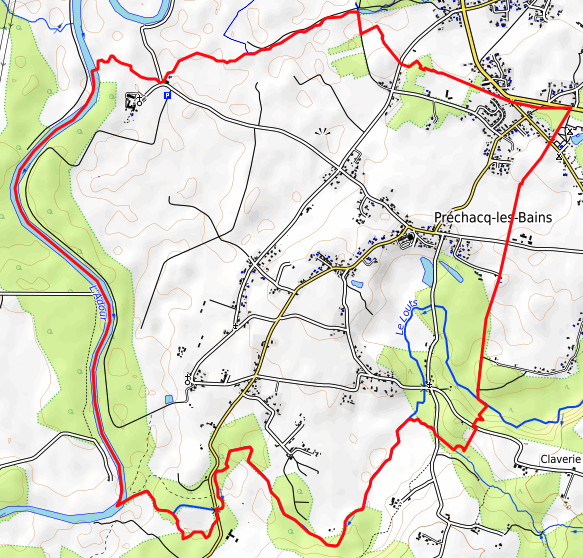
Carte topographique.
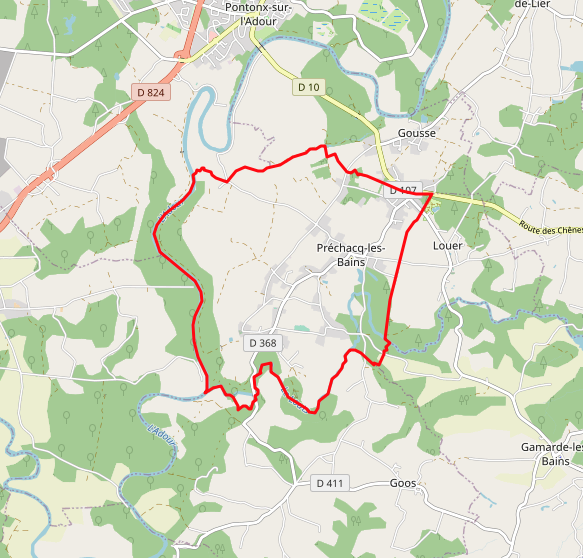
Carte avec les communes environnantes.

### Localisation
La commune fait partie de la Chalosse.

### Communes limitrophes
Les communes limitrophes sont Gamarde-les-Bains, Goos, Gousse, Louer, Pontonx-sur-l'Adour et Téthieu.
| Pontonx-sur-l'Adour | Gousse             |                   |
| Téthieu             | Préchacq-les-Bains | Louer             |
|                     | Goos               | Gamarde-les-Bains |

### Hydrographie
Sur ses terres coule le Louts, affluent de l'Adour.

### Climat
Pour des articles plus généraux, voir Climat de la Nouvelle-Aquitaine et Climat des Landes.
Historiquement, la commune est exposée à un climat océanique aquitain.  
En 2020, Météo-France publie une typologie des climats de la France métropolitaine dans laquelle la commune est exposée à un climat océanique et est dans une zone de transition entre les régions climatiques « Littoral charentais et aquitain » et « Aquitaine, Gascogne »0.
Pour la période 1971-2000, la température annuelle moyenne est de 13,2 °C, avec une amplitude thermique annuelle de 13,8 °C. Le cumul annuel moyen de précipitations est de 1 211 mm, avec 12,4 jours de précipitations en janvier et 7,9 jours en juillet. Pour la période 1991-2020, la température moyenne annuelle observée sur la station météorologique la plus proche, située sur la commune de Bégaar à 9 km à vol d'oiseau, est de 13,8 °C et le cumul annuel moyen de précipitations est de 1 114,1 mm,. Pour l'avenir, les paramètres climatiques de la commune estimés pour 2050 selon différents scénarios d’émission de gaz à effet de serre sont consultables sur un site dédié publié par Météo-France en novembre 2022.

## Urbanisme

### Typologie
Au 1er janvier 2024, Préchacq-les-Bains est catégorisée commune rurale à habitat dispersé, selon la nouvelle grille communale de densité à sept niveaux définie par l'Insee en 2022.
Elle est située hors unité urbaine. Par ailleurs la commune fait partie de l'aire d'attraction de Dax, dont elle est une commune de la couronne,. Cette aire, qui regroupe 60 communes, est catégorisée dans les aires de 50 000 à moins de 200 000 habitants,.

### Occupation des sols

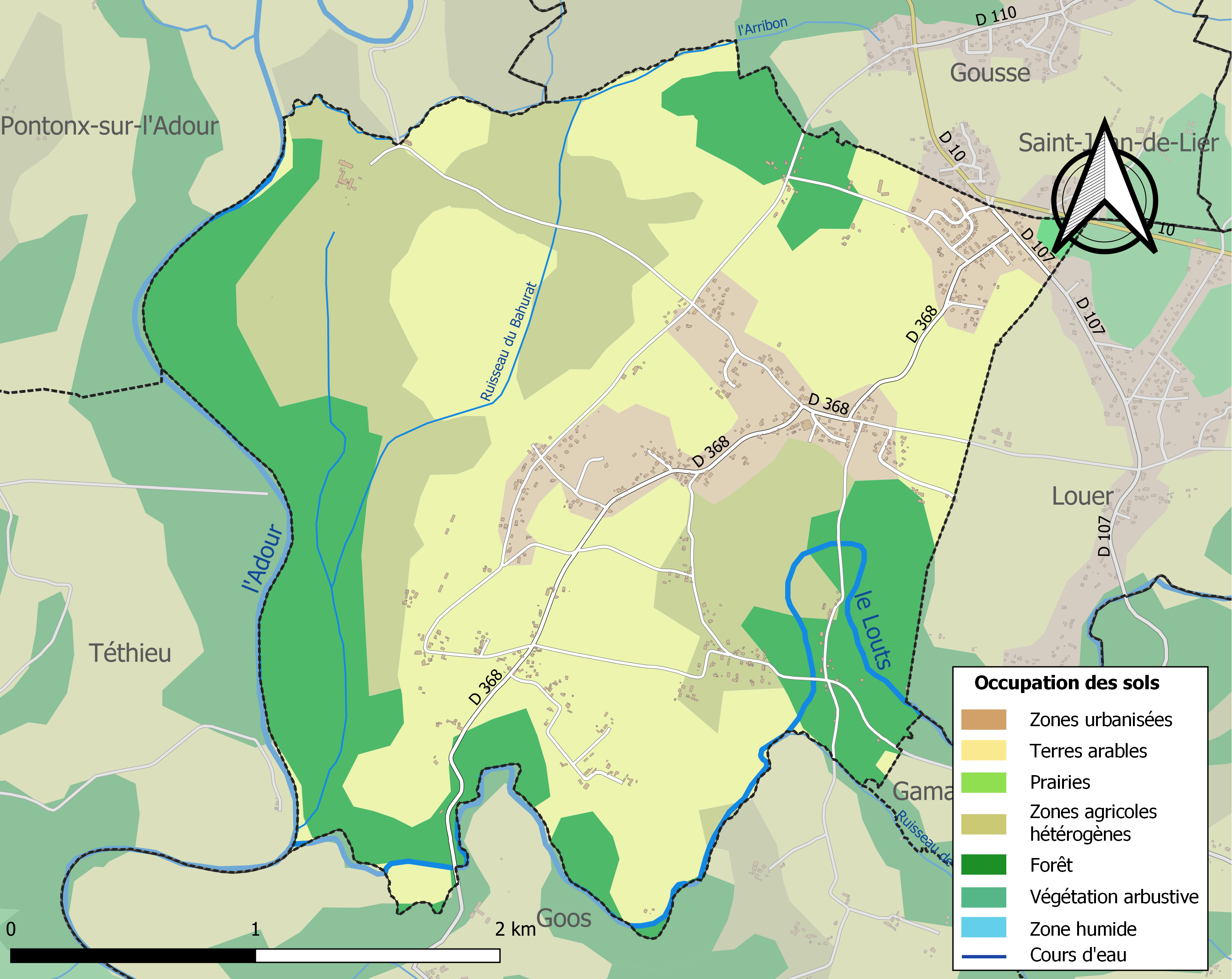
Carte des infrastructures et de l'occupation des sols de la commune en 2018 (CLC).

L'occupation des sols de la commune, telle qu'elle ressort de la base de données européenne d’occupation biophysique des sols Corine Land Cover (CLC), est marquée par l'importance des territoires agricoles (65,2 % en 2018), en augmentation par rapport à 1990 (56 %). La répartition détaillée en 2018 est la suivante : 
terres arables (42,2 %), forêts (24,7 %), zones agricoles hétérogènes (23 %), zones urbanisées (9,9 %), milieux à végétation arbustive et/ou herbacée (0,3 %). L'évolution de l’occupation des sols de la commune et de ses infrastructures peut être observée sur les différentes représentations cartographiques du territoire : la carte de Cassini (XVIIIe siècle), la carte d'état-major (1820-1866) et les cartes ou photos aériennes de l'IGN pour la période actuelle (1950 à aujourd'hui).

### Risques majeurs
Le territoire de la commune de Préchacq-les-Bains est vulnérable à différents aléas naturels : météorologiques (tempête, orage, neige, grand froid, canicule ou sécheresse), inondations, mouvements de terrains et séisme (sismicité faible). Il est également exposé à un risque particulier : le risque de radon. Un site publié par le BRGM permet d'évaluer simplement et rapidement les risques d'un bien localisé soit par son adresse soit par le numéro de sa parcelle.

#### Risques naturels
Certaines parties du territoire communal sont susceptibles d’être affectées par le risque d’inondation par débordement de cours d'eau, notamment l'Adour et le Louts. La commune a été reconnue en état de catastrophe naturelle au titre des dommages causés par les inondations et coulées de boue survenues en 1999, 2004, 2009 et 2020,.
Les mouvements de terrains susceptibles de se produire sur la commune sont des tassements différentiels.

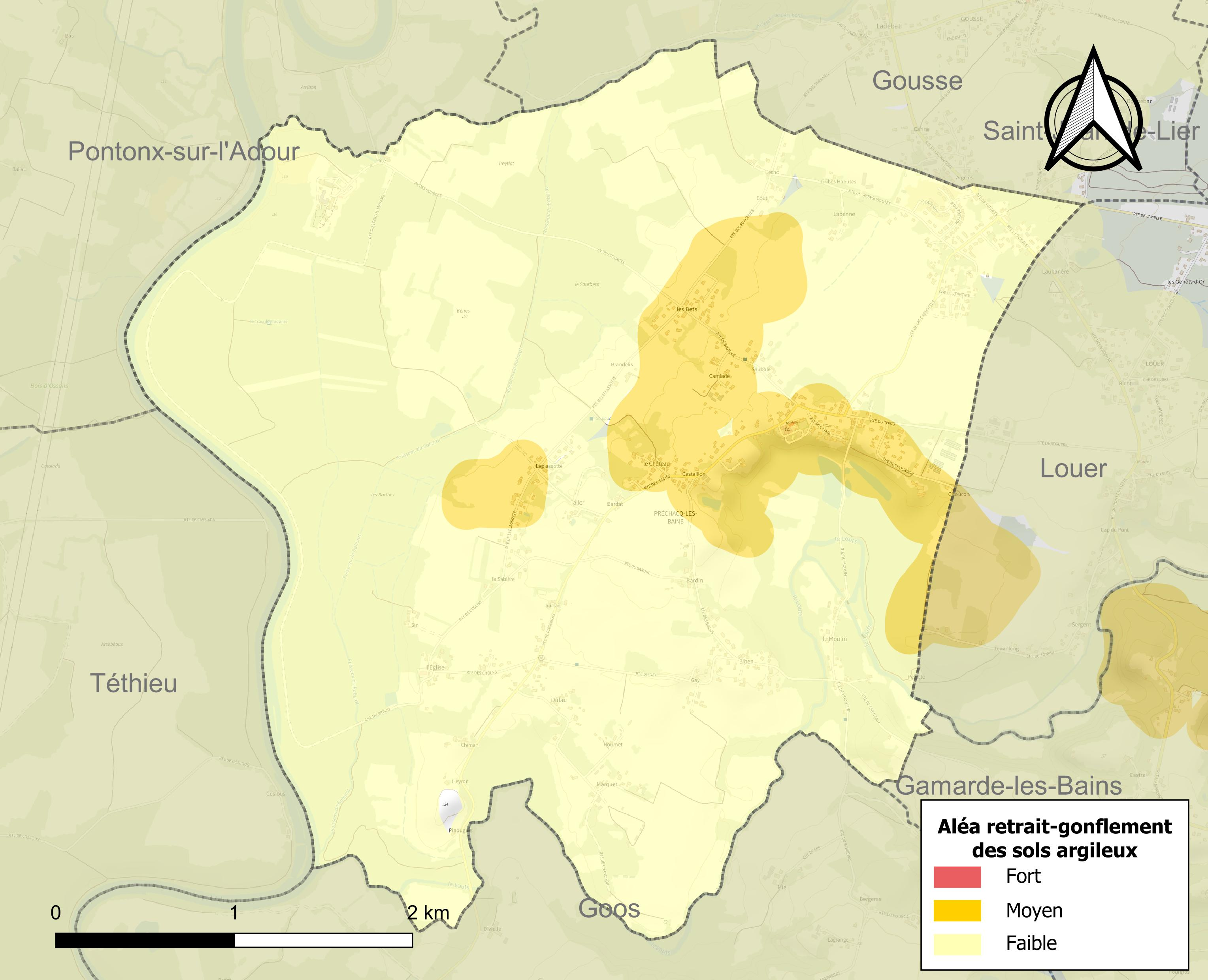
Carte des zones d'aléa retrait-gonflement des sols argileux de Préchacq-les-Bains.

Le retrait-gonflement des sols argileux est susceptible d'engendrer des dommages importants aux bâtiments en cas d’alternance de périodes de sécheresse et de pluie. 13,1 % de la superficie communale est en aléa moyen ou fort (19,2 % au niveau départemental et 48,5 % au niveau national). Sur les 368 bâtiments dénombrés sur la commune en 2019,  116 sont en aléa moyen ou fort, soit 32 %, à comparer aux 17 % au niveau départemental et 54 % au niveau national. Une cartographie de l'exposition du territoire national au retrait gonflement des sols argileux est disponible sur le site du BRGM,.
Concernant les mouvements de terrains, la commune a été reconnue en état de catastrophe naturelle au titre des dommages causés par des mouvements de terrain en 1999.

#### Risque particulier
Dans plusieurs parties du territoire national, le radon, accumulé dans certains logements ou autres locaux, peut constituer une source significative d’exposition de la population aux rayonnements ionisants. Selon la classification de 2018, la commune de Préchacq-les-Bains est classée en zone 2, à savoir zone à potentiel radon faible mais sur lesquelles des facteurs géologiques particuliers peuvent faciliter le transfert du radon vers les bâtiments.

## Histoire
A l'origine, le bourg s'étend autour du clocher, au sud-ouest du village. A vu le jour en 1830 la toute première maison commune (mairie-école). En 1880, sous Jules Ferry, une nouvelle école intègre la mairie et puis en 1921 le monument au morts se dresse sur sa pierre de Bidache. Plus au centre, au lieu dit "les Arènes", en 1927 des arènes et une salle des fêtes y sont construites.
En gestation d'après guerre, le projet de construction d'un groupe scolaire en son sein, une mairie voit le jour sur le site (arènes-salle des fêtes). C'est en 1954 que le bourg confirme sa mutation, la salle des fêtes est démolie en 1965 au profit du foyer rural, le hall des sports attenant est érigée en 1983, les tribunes et le pesage disparaissent en 1990.

## Politique et administration
| Durée de mandat | Identité          | Etiquette | Profession           |
| --------------- | ----------------- | --------- | -------------------- |
| Depuis 2014     | Daniel Cazeneuve  | DVG       | Chef d'entreprise    |
| 2008-2014       | Sabine Lacaule    | DVG       | Secrétaire comptable |
| 1977-2008       | Elisabeth Vielle  | DVG       |                      |
| 1975-1977       | Raoul Dupouy      |           |                      |
| 1971-1975       | Renée Vielle      |           |                      |
| 1945-1971       | Albert Dinclaux   |           |                      |
| 1933-1945       | Séverin Prat      |           |                      |
| 1929-1933       | Auguste Lacoste   |           |                      |
| 1912-1929       | Jean Soussotte    |           |                      |
| 1881-1912       | Germain Soussotte |           |                      |

## Démographie
| 1793 | 1800 | 1806 | 1821 | 1831 | 1836 | 1841 | 1846 | 1851 |
| ---- | ---- | ---- | ---- | ---- | ---- | ---- | ---- | ---- |
| 411  | 458  | 491  | 555  | 604  | 583  | 584  | 616  | 635  |

| 1856 | 1861 | 1866 | 1872 | 1876 | 1881 | 1886 | 1891 | 1896 |
| ---- | ---- | ---- | ---- | ---- | ---- | ---- | ---- | ---- |
| 717  | 660  | 654  | 635  | 682  | 712  | 721  | 718  | 655  |

| 1901 | 1906 | 1911 | 1921 | 1926 | 1931 | 1936 | 1946 | 1954 |
| ---- | ---- | ---- | ---- | ---- | ---- | ---- | ---- | ---- |
| 648  | 630  | 589  | 527  | 530  | 533  | 516  | 502  | 501  |

| 1962 | 1968 | 1975 | 1982 | 1990 | 1999 | 2006 | 2008 | 2013 |
| ---- | ---- | ---- | ---- | ---- | ---- | ---- | ---- | ---- |
| 465  | 471  | 452  | 428  | 462  | 462  | 568  | 598  | 686  |

| 2018 | 2022 | - | - | - | - | - | - | - |
| ---- | ---- | - | - | - | - | - | - | - |
| 757  | 797  | - | - | - | - | - | - | - |

## Lieux et monuments
- Église Saint-Jean-Baptiste de Préchacq-les-Bains
- Chapelle des Thermes

## Personnalités liées à la commune
- Étienne de Vignolles (dit La Hire), bras droit de Jeanne d'Arc.

## Héraldique
| Blason de Préchacq-les-Bains | Blason  | Tranché: de sable à trois pampres d'argent, et d'azur à une source stylisée jaillissante d'argent; à la bande d'or brochante sur la partition, chargée en chef d'un rameau de chêne de sinople et en pointe d'une rivière ondée d'azur flottée d'argent et alésée selon la bande, les deux posés en fasce. |
| Blason de Préchacq-les-Bains | Détails | Site Internet de la commune, 2018 |